# Manhwaga
 (août 2018).
Si vous disposez d'ouvrages ou d'articles de référence ou si vous connaissez des sites web de qualité traitant du thème abordé ici, merci de compléter l'article en donnant les références utiles à sa vérifiabilité et en les liant à la section « Notes et références ».
Un manhwaga (coréen : 만화가, dessinateur humoristique) est un dessinateur de manhwa, bande dessinée coréenne.
Contrairement aux mangaka, les manhwaga sont plus souvent indépendants et travaillent pour de petites maisons d'éditions distribuées dans les manhwabang. Cependant cette forme originale de diffusion du manhwa, bien que favorisant la diversité et l'originalité des productions, entraîne un déséquilibre du marché au détriment de la rémunération des manhwaga. En effet, le marché des manhwabangs ne bénéficie pas directement aux auteurs, contrairement au système de la vente d'albums dans les autres pays qui génère davantage de droits d'auteur.
Les manhwaga sont majoritairement des femmes. D'abord cantonnées au sunjeong manhwa, celles-ci s'attaquent désormais au manhwa pour les garçons et représentent l'avenir du manhwa.[réf. nécessaire]
Avec huit universités disposant d'un département de bande dessinée et 70 autres proposant des cours de dessins animés et de création multimédia, la plupart activement soutenues par les municipalités ou le gouvernement, l'avenir du manhwa est assuré. D'autant plus que de nombreux Coréens pratiquent le manhwa en amateur.